# Max Broemel
Max Albert Günther Broemel (* 7. Juni 1846 in Berlin; † 17. April 1925 ebenda) war deutscher Nationalökonom, Autor und Mitglied des Deutschen Reichstags.

## Leben
Broemel besuchte das Friedrich-Werdersche Gymnasium in Berlin und studierte von 1866 bis 1870 an der Friedrich-Wilhelms-Universität Berlin und besuchte das Statistische Seminar des Königlich Preußischen Statistischen Bureaus. Von 1872 bis 1879 war er Sekretär der Kaufmannschaft in Stettin und ab 1879 Generalsekretär des Vereins zur Förderung der Handelsfreiheit in Berlin. Zwischen 1874 und 1879 war er Stadtverordneter in Stettin und von 1886 bis 1889 Stadtverordneter in Berlin. Zwischen 1893 und 1910 war er Mitglied der Freisinnigen Vereinigung.
Von 1884 bis 1893 und von 1898 bis 1903 war er Mitglied des Deutschen Reichstags für den Wahlkreis Stettin und die Deutsche Fortschrittspartei. Zwischen 1887 und 1908 war er auch Mitglied des Preußischen Abgeordnetenhauses.

## Schriften
- Die Deutschen Holzzölle vor 1865. Ein Beitrag zur Charakteristik der neuesten Wirthschaftspolitik und ihrer Vertreter, Simion, Berlin 1883.
- Gegen den Staatssocialismus. Drei Abhandlungen, Simion, Berlin 1884.
- Die Vertheidigung der privaten Erwerbsthätigkeit, Simion, Berlin 1884.
- Die Capitalrentensteuer nach der Vorlage der Regierung und nach den Berathungen im Abgeordnetenhause, Simion, Berlin 1884.